# Saint-Rambert-d'Albon
 Saint-Rambert-d'Albon  es una población y comuna francesa, en la región de Ródano-Alpes, departamento de Drôme, en el distrito de Valence y cantón de Saint-Vallier. Está situada en la región sureste del país a orillas del rio Ródano.

## Demografía
| 3472 | 3822 | 4186 | 4062 | 4176 | 4302 |
| Para los censos de 1962 a 1999 la población legal corresponde a la población sin duplicidades (Fuente: INSEE [Consultar]) |      |      |      |      |      |